# Vikingaattacken mot Paris 845

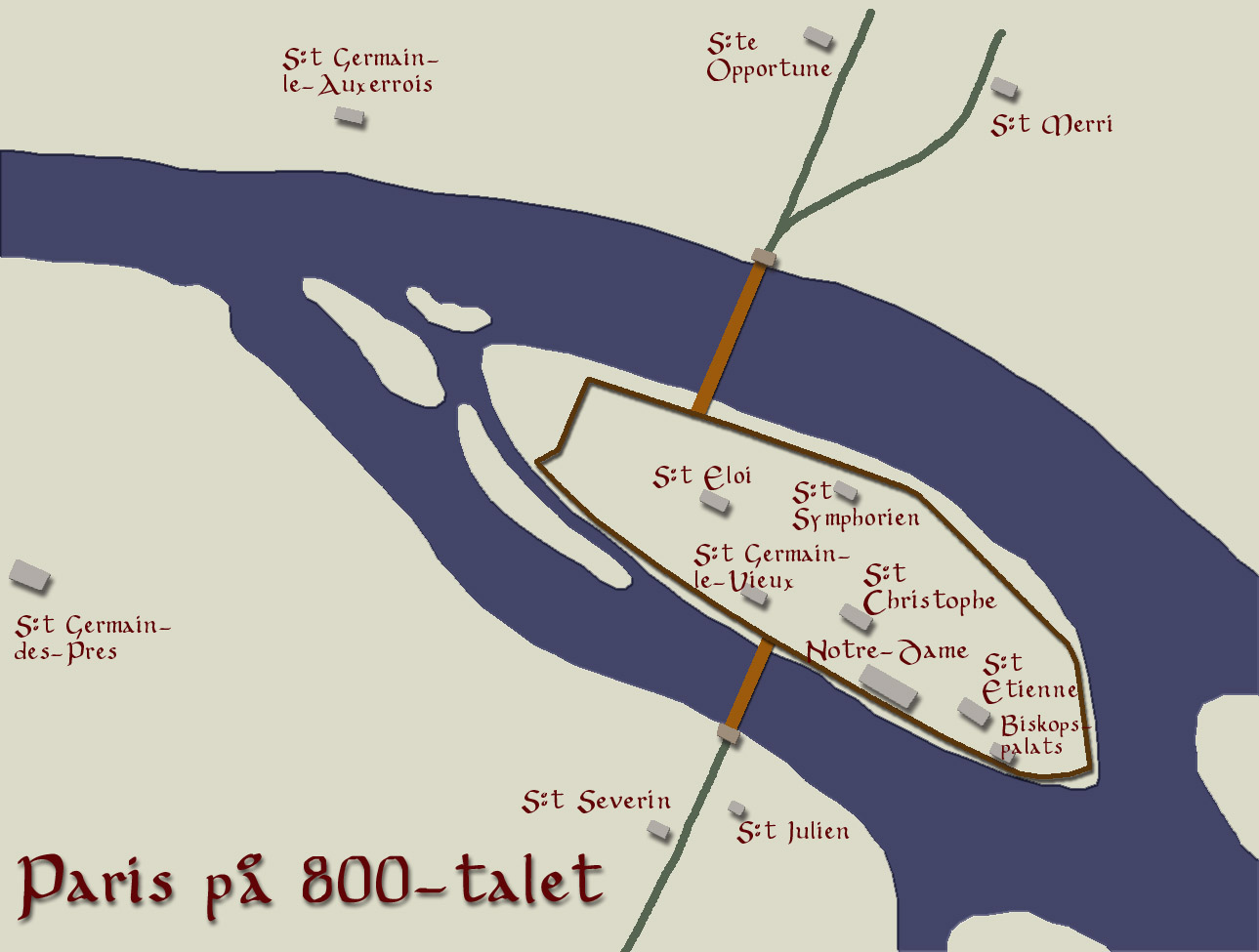
Det äldsta Paris låg på ön Cité mitt i Seine, dvs. på den relativt lilla ö där bland annat kyrkan Notre Dame i dag ligger. Staden var på vikingatiden omgiven av en hög mur med anor ner till romartiden. Här fanns ett flertal kyrkor; 6 stycken innanför muren och sju stycken på båda stränderna av Seine. Till staden ledde två broar. På fastlandet bevakades dessa broar av höga stentorn.

Vikingaattacken mot Paris 845 skedde i mars månad. Nordborna kom med en flotta på 120 skepp uppför Seine, anförda av hövdingen Regnerus, som anses vara Ragnar Lodbrok eller dennes förebild. Detta var första attacken mot staden. Vikingarna skulle återkomma 857 och 885.
I samtida anteckningar från ett kloster invid Seine läses om året 845: 
”Detta år kom Regner, vikingarnas anförare, med sin flotta och han nådde Paris, och på den heliga påskafton, som är den 28 mars, inträdde han i staden.”
Kung Karl den skallige hade försökt att mota bort vikingarna med en här av rytteri och fotfolk men tvingats att retirera. Han blev därför tvungen att för ett enormt värde av sjutusen franska pund silver (livres) och guld lösa ut staden. Nordborna seglade sedan nedför Seine och plundrade Frankrikes kustområden. Seine var en optimal plundringsväg för vikingarna. Floden ledde rakt in i hjärtat på Frankerriket, med storstaden Paris som det främsta målet.